# سلالة سوي الحاكمة
كانت فترة مملكة سوي (581–618 م) قصيرة بالنسبة لأسر الإمبراطورية الصينية، وكان يسبقها الأسر الجنوبية والشمالية، التي وحدت الصين لأول مرة في تاريخها بعد مرور قرن من الانقسام بين الشمال والجنوب، وتبعتها مملكة تانغ.
أسسها الإمبراطور وين وكانت عاصمة مملكة سوي في تشانغآن، وشهد حكمه إعادة التوحيد بين جنوب الصين وشمالها وتشييد القناة الكبرى. وقد قام كل من الإمبراطورين وين ويانج بإجراء العديد من الإصلاحات منها نظام تحقيق المساواة في امتلاك الأراضي والذي شُرّع لتقليل الفجوة الاجتماعية بين الفقراء والأغنياء مما أدى إلى تحسين الإنتاجية الزراعية بالإضافة إلى مركزية الحكومة والإصلاحات مبتكرين بذلك نموذجًا حديثًا للحكم بعد قرون من الانقسام. وقد تأسس نظام الثلاثة أقسام والست وزارات رسميًا، وتمت معايرة العملة وإعادة توحيدها وتحسن الدفاع وتم مدّ سور الصين العظيم. وانتشرت أيضًا الديانة البوذية والتشجيع على اعتناقها في جميع أنحاء الإمبراطورية؛ لتوحيد الأشخاص المختلفين وذوي الثقافات المختلفة في الصين.
عادةً ما كانت هذه المملكة تُقارن بسابقتها مملكة تشين من حيث الاتجاه ومن حيث قسوة إنجازاتها. وترجع النهاية المبكرة لمملكة سوي لطلبات الحكومة الاستبدادية من الشعب الذي تحمّل العبء الثقيل للضرائب والعمل الجبري. وقد أُسيء استخدام هذه الموارد بسبب إكمال القناة الكبرى، وهي عمل هندسي تذكاري ضخم، وفي تنفيذ مشروعات إنشائية أخرى منها إعادة تدشين سور الصين العظيم. وضعفت هذه المملكة بسبب الحروب بين مملكتي الحملات العسكرية المدمرة والمكلفة ضد مملكة كوغوريو (حديثًا كوريا) والتي انتهت بهزيمة مملكة سوي في بداية القرن السابع، وتفككت بعد ذلك المملكة من خلال مجموعة من الثورات الشعبية والخيانة وحوادث اغتيال.

## معلومات تاريخية

### الإمبراطور وين وتأسيس مملكة سوي

مملكة سوي الصينية وانقسامات مملكة سوي تحت حكم يانغدي (المناطق الغربية غير موصوفة).

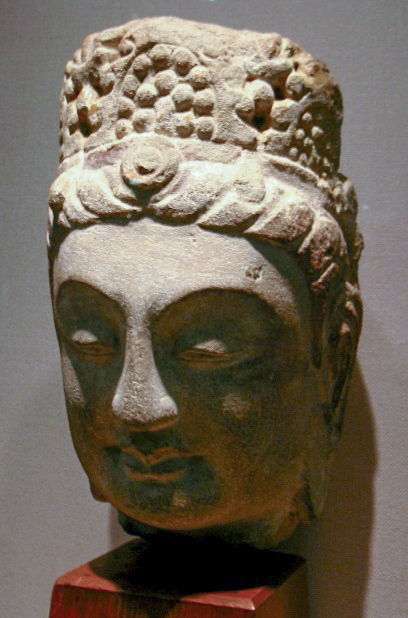
مملكة سوي بوداسف من الحجر الرملي وكهوف تيانلونجشان وشانشي حتى القرن السادس.

عندما هزمت مملكة شمال زهو مملكة تشي الشمالية عام 577 قبل الميلاد، كان ذلك بمثابة اللحظة التي بلغت ذروتها والميزة النهائية للصين الشمالية لتواجه الجنوب. وعليه فقد فقدت الممالك الجنوبية أملها في أن تهزم الشمال وتأجل الوضع الخاص بغزو الشمال للجنوب عام 523 فقط قبل الميلاد بسبب حرب أهلية.
وقد بدأت مملكة سوي عندما أصبحت ابنة الإمبراطور وين الإمبراطورة الأرملة في مملكة شمال زهو مع ابن زوجها باعتباره الإمبراطور الجديد. بعد سحق الجيش الرامي في الأقاليم الشرقية وكرئيس لوزراء مملكة زهو، استولى الإمبراطور وين على العرش بالقوة ونصّب نفسه كإمبراطور للمملكة. وفي عملية تطهير دموية، قضى على حوالي 59 أميرًا من أسرة زهو الملكية إلا أنه على الرغم من ذلك أصبح مشهورًا «بالملك المثقف» (581-604 قبل الميلاد). وألغى الإمبراطور وين سياسة مكافحة الهان في مملكة زهو واستعاد لقب هان الخاص بيانج لنفسه. وبحصوله على دعم علماء الكونفوشيوسية الذين لديهم سلطة سابقة على ممالك هان (ترك المحسوبية والفساد نظام الرتب التسع)، بدأ الإمبراطور وين سلسلة من الإصلاحات التي تهدف إلى تقوية إمبراطوريته بالنسبة للحروب التي ستُعيد توحيد الصين.
خلال حملته للغزو الجنوبي، قام الإمبراطور وين بتجميع آلاف المراكب لمواجهة القوات البحرية مملكة تشن على نهر يانغتسي. وكانت أكبر هذه السفن سفينة طويلة جدًا يتكون ظهرها من طبقات وتتسع لتحمل 800 مسافر. وقد جُهزت هذه السفن بستة مرافئ عائمة طولها 50 قدم والتي كانت تُستخدم في الإلقاء بسفن العدو وتدميرها أو الحول دون هروبها حتى يمكن لفرق الغوص الخاصة بمملكة سوي باستخدام أساليب العمل والركوب على متن السفينة. هذا إلى جانب استخدام جماعة إكسيانبي ومجموعات صينية عرقية أخرى من أجل محاربة مملكة تشن، واستخدم أيضًا الإمبراطور وين خدمات الأروميات من إقليم سيتشوان الجنوبي الشرقي، وهي جماعة غزتها مملكة سوي مؤخرًا.

## كتابات أخرى
- Bingham, Woodbridge. 1941. The Founding of the T'ang The Sui Dynasty: The Unification of China. A.D. 581-617. Alfred A. Knopf, New York. ISBN 0-394-49187-4 ; 0-394-32332-7 (pbk).

## وصلات خارجية
- Classical Imperial China
- History of China: A good catalogue of info نسخة محفوظة 22 أبريل 2017 على موقع واي باك مشين.